# Craig Cathcart
Craig George Cathcart (Belfast, 6 februari 1989) is een Noord-Iers voetballer die doorgaans als centrale verdediger speelt. Hij tekende in 2014 bij Watford. Cathcart debuteerde in 2010 voor Noord-Ierland.

## Clubcarrière
Cathcart kwam op zestienjarige leeftijd in de jeugdopleiding van Manchester United terecht. Die club leende hem om speelminuten op te doen uit aan Antwerp FC, Plymouth Argyle en Watford. Op 11 augustus 2010 tekende de centrumverdediger een driejarig contract bij Blackpool. In vier seizoenen zou hij 112 competitieduels voor de club spelen. In 2014 maakte de Noord-Iers international transfervrij de overstap naar Watford, waar hij reeds eerder voetbalde. In 2015 promoveerde hij met de club naar de Premier League.

## Clubstatistieken
| Seizoen | Club              | Land              | Competitie     | Competitie | Competitie | Beker | Beker | Internationaal | Internationaal | Totaal | Totaal |
| Seizoen | Club              | Land              | Competitie     | Wed.       | Dlp.       | Wed.  | Dlp.  | Wed.           | Dlp.           | Wed.   | Dlp.   |
| ------- | ----------------- | ----------------- | -------------- | ---------- | ---------- | ----- | ----- | -------------- | -------------- | ------ | ------ |
| 2006/07 | Manchester United | Vlag van Engeland | Premier League | 0          | 0          | 0     | 0     | 0              | 0              | 0      | 0      |
| 2007/08 | → Antwerp FC      | Vlag van België   | Tweede klasse  | 13         | 2          | 0     | 0     | —              | —              | 13     | 2      |
| 2008/09 | → Plymouth Argyle | Vlag van Engeland | Championship   | 31         | 1          | 2     | 0     | —              | —              | 33     | 1      |
| 2009/10 | → Watford FC      | Vlag van Engeland | Championship   | 12         | 0          | 0     | 0     | —              | —              | 12     | 0      |
| 2010/11 | Blackpool FC      | Vlag van Engeland | Premier League | 30         | 1          | 0     | 0     | —              | —              | 30     | 1      |
| 2011/12 | Blackpool FC      | Vlag van Engeland | Championship   | 27         | 0          | 2     | 0     | —              | —              | 29     | 0      |
| 2012/13 | Blackpool FC      | Vlag van Engeland | Championship   | 25         | 1          | 1     | 0     | —              | —              | 26     | 1      |
| 2013/14 | Blackpool FC      | Vlag van Engeland | Championship   | 30         | 1          | 2     | 0     | —              | —              | 32     | 1      |
| 2014/15 | Watford FC        | Vlag van Engeland | Championship   | 29         | 3          | 1     | 0     | —              | —              | 30     | 3      |
| 2015/16 | Watford FC        | Vlag van Engeland | Premier League | 35         | 1          | 5     | 0     | —              | —              | 40     | 1      |
| 2016/17 | Watford FC        | Vlag van Engeland | Premier League | 15         | 0          | 1     | 0     | —              | —              | 16     | 0      |
| 2017/18 | Watford FC        | Vlag van Engeland | Premier League | 7          | 0          | 0     | 0     | —              | —              | 7      | 0      |
| 2018/19 | Watford FC        | Vlag van Engeland | Premier League | 24         | 3          | 2     | 0     | —              | —              | 26     | 3      |
| Totaal  | Totaal            | Totaal            | Totaal         | 278        | 13         | 16    | 0     | 0              | 0              | 294    | 13     |

## Interlandcarrière
Cathcart werd in mei 2009 voor het eerst opgeroepen voor Noord-Ierland. Op 3 september 2010 debuteerde hij als international tegen Slovenië. Hij speelde als linksachter en deed het voorbereidend werk bij het doelpunt van Corry Evans. Cathcart maakte zijn eerste interlanddoelpunt op 11 oktober 2015, toen de Noord-Ieren in Helsinki met 1–1 gelijkspeelden tegen Finland in een EK-kwalificatiewedstrijd. Craig Cathcart werd in mei 2016 opgenomen in de selectie van Noord-Ierland voor het Europees kampioenschap voetbal 2016 in Frankrijk, de eerste deelname van het land aan een EK. Noord-Ierland werd in de achtste finale uitgeschakeld door Wales (0–1), dat won door een eigen doelpunt van de Noord-Ierse verdediger Gareth McAuley.